# Кричащий череп
Кричащий череп (англ. The Screaming Skull) — американский черно-белый фильм ужасов, снят режиссёром Алексом Николь в 1952 году. Фильм стал режиссёрским дебютом для Алекса Николь. Фильм был снят компанией American International Pictures.

## Сюжет
Эрик женится на молодой девушке Дженни, которая недавно вышла из психиатрической лечебницы. Молодожены поселились в особняке, доставшемся Эрику от его первой жены Марион, которая стала жертвой странного несчастного случая. Вечером к ним заходят старые друзья, пастор Сноу и его жена. Дженни также знакомится с умственно отсталым садовником Микки. Он был давним другом Марион, и до сих пор не отошел от шока, вызванным её внезапной смертью. Эрик предупреждает миссис Сноу, чтобы она не говорила с Дженни о Марион.
Он рассказывает, что в юности Дженни стала свидетельницей смерти своих родителей, утонувших в результате несчастного случая, после чего и оказалась в психиатрической лечебнице. Он говорит, что Дженни очень впечатлительная особа. Но прежде, чем Эрик успевает предупредить об этом пастора, тот рассказывает ей об обстоятельствах смерти Марион. Рассказ производит сильное впечатление на Дженни. Этой ночью она просыпается от пронзительного крика…

## В ролях
- Джон Хадсон — Эрик Уитлок
- Пегги Уэббер — Дженни Уитлок
- Расс Конвей — преподобный Эдвард Сноу
- Тони Джонсон — миссис Сноу
- Алекс Николь — Микки